# Allison Forsyth
Allison Forsyth, kanadska alpska smučarka, * 14. oktober 1978, Nanaimo, Britanska Kolumbija, Kanada.
Nastopila je na Olimpijskih igrah 2002 in dosegla sedmo mesto v veleslalomu. Na Svetovnem prvenstvu 2003 je v isti disciplini osvojila bronasto medaljo. V svetovnem pokalu je tekmovala devet sezon med letoma 1997 in 2006 ter dosegla pet uvrstitev na stopničke, vse v veleslalomu. V skupnem seštevku svetovnega pokala je bila najvišje na 24. mestu v letih 2000 in 2001, leta 2000 je bila tudi peta v veleslalomskem seštevku.